# فانیونز
فانیونز نام برند تجاری یکی از تنقلات رایج در آمریکا است که در سال ۱۹۶۹ توسط جورج بیگنر (از کارکنان شرکت فریتو-لی) ابداع شد.  این محصول عمدتاً از ذرتی ساخته شده که به شکل حلقه‌ای-شکل هستند و طعم پیاز هم دارند. درواقع مزه اصلی این خوراکی از تلفیق نمک و پیاز حاصل می‌شود. این خوراکی محصولی از شرکت فریتو-لی است (که خود زیرمجموعه شرکت پپسی‌کو قلمداد می‌شود). جیم آلبرایت، استاد دانشگاه نورث تگزاس کسی بود که نام «فانیونز» را برای این محصول خوراکی انتخاب کرد. 

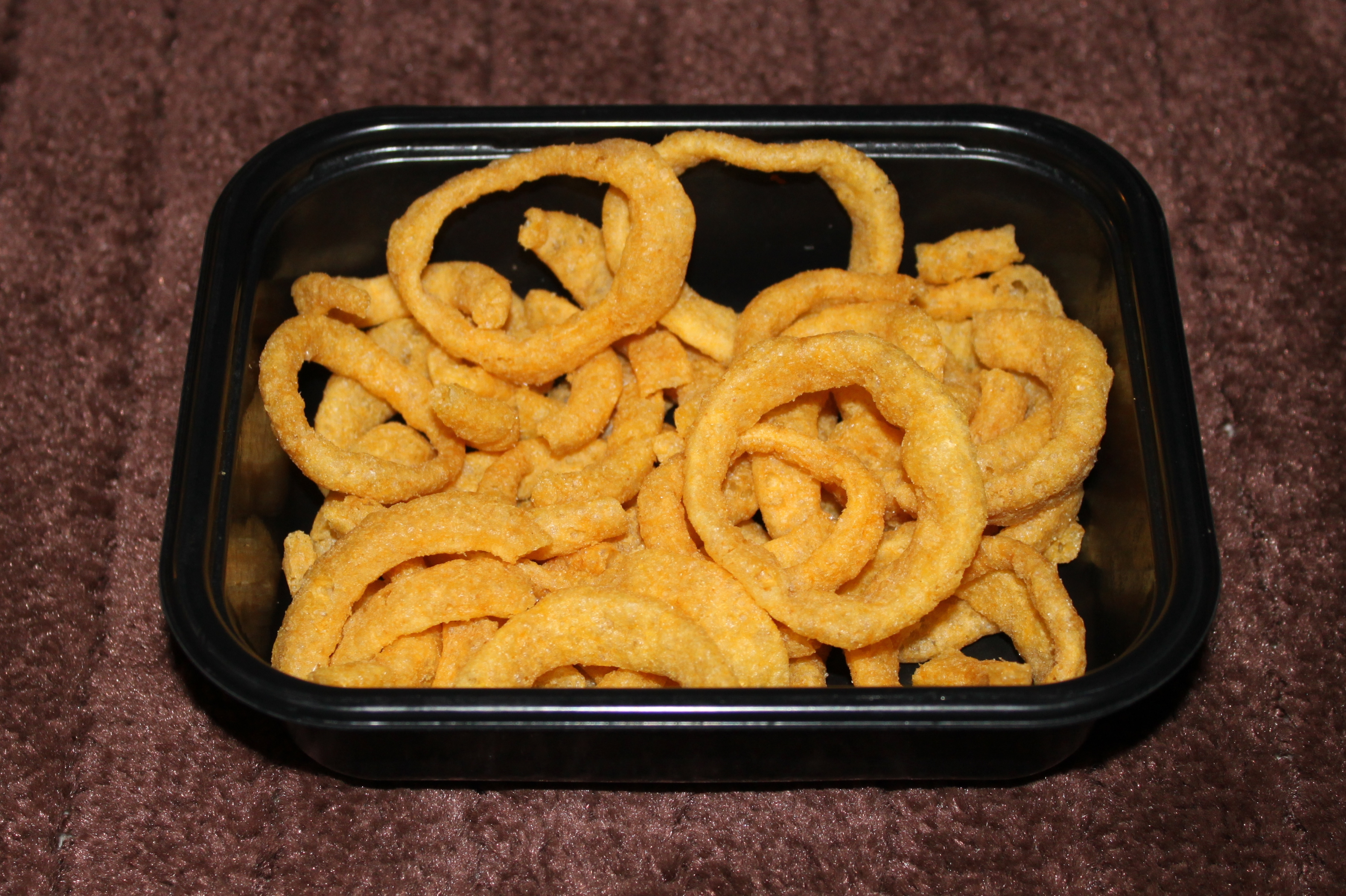
فانیونز

## فرهنگ عامه
در مجموعه تلویزیونی برکینگ بد محصول شبکه ای‌ام‌سی آمریکا می‌بینیم که فانیونز جزء تنقلات محبوب شخصیت جسی پینکمن است